# Eubazus sayi
Eubazus sayi är en stekelart som först beskrevs av Muesebeck och Walkley 1951.  Eubazus sayi ingår i släktet Eubazus och familjen bracksteklar. Inga underarter finns listade i Catalogue of Life.